# Стрмица (Книн)
Стрмица је насељено мјесто града Книна у сјеверној Далмацији, Шибенско-книнска жупанија, Република Хрватска. Налази се на самој граници са Босном и Херцеговином. Према прелиминарним подацима са последњег пописа 2021. године у месту је живело 162 становника.

## Географија
Најближи градови су Книн, удаљен 16 km и Босанско Грахово, од села удаљено 20 km. Кроз Стрмицу пролази дионица тзв. унске пруге између Бихаћа и Книна, на којој су возови саобраћали све до посљедњег рата. Поред ријеке Бутижнице, у Стрмици теку и потоци Мрачај, Бошњакуша и др.

## Назив
Име Стрмице произилази од ријечи стрм, јер је смјештена између двије планине — Орловице и Дерала, у плодној равници ријеке Бутижнице.

## Дијелови и засеоци
Дијелови Стрмице су: Баровничин Брег, Црни Потоци, Бојановац, Церовац и Курбалије, Драга Триванова, Бријег Матијашев, Бријег Дроњков, Орашје, Курбалијина Драга, Крнетин варош, Граб, Испод Граба, Главица Даничића, Главица Матасова, Главица Бобарева, Седиште, Шеварине, Врањковац, Чолиновац, Куруцовац, Сепиште Радошево, Рт, Под Точилом, Бошњакуша, Комалић, Миздраковац и Граница. Од њих су главни: Селиште, Комалић, Хан, Точило, Рт, Батасова варош, Стрмица и Боланча.

## Историја
Стрмица је добила име по свом положају а тако је назвали први Словени, који се овамо населили. Има много градина, остатака турских кула и чардака, као и млетачких стражарница.
Највише људи се у Стрмицу доселило из Босне, одакле је дошло 16 већих племена, из Далмације од назад 300—200 година 19 племена; из Лике 3, из Хрватске 1, из Баната 1, из Старе Србије 1, из Италије 1, и из Албаније 1 племе.
Граб, као и цела Стрмица, се налази на хрватско—босанскохерцеговачкој граници. На месту Граба налазило се налазило истоимено утврђење, које су са Стрмицом, Турци разорили 1715. године. Спомиње се у уговору између Жигмунда Луксембуршког и Млечана 1433. Турци су је освојили у 15. веку, па Стрмица постаје својина бега Кулиновића. У време Невесињског устанка, Петар I Карађорђевић је боравио у кући попа Николе Плавшића. Занимљиво је да је у овом месту као парохијан радио и четнички војвода Момчило Ђујић.
Стрмица се од распада Југославије до августа 1995. године налазила у Републици Српској Крајини. Током хрватске војне акције Олуја 1995. године, готово цјелокупно становништво је напустило Стрмицу.

## Становништво
Стрмица је, према попису из 1991. године, имала 1.334 становника, 1.298 Срба, 5 Хрвата, 11 Југословена и 20 осталих. Према попису становништва из 2001. године, Стрмица је имала 268 становника. Према попису становништва из 2011. године, насеље Стрмица је имало 261 становника.
| Националност       | 1991. | 1981. | 1971. | 1961. |
| Срби               | 1.298 | 1.164 | 1.502 | 1.758 |
| Југословени        | 11    | 96    | 20    |       |
| Хрвати             | 5     | 6     | 10    | 22    |
| остали и непознато | 20    | 14    | 25    | 13    |
| Укупно             | 1.334 | 1.280 | 1.557 | 1.793 |

| Демографија | Демографија | Демографија |
| Година      | Становника  | Становника  |
| ----------- | ----------- | ----------- |
| 1961.       | 1.793       |             |
| 1971.       | 1.557       |             |
| 1981.       | 1.280       |             |
| 1991.       | 1.334       |             |
| 2001.       | 268         |             |
| 2011.       |             | 261         |

## Попис 1991.
На попису становништва 1991. године, насељено мјесто Стрмица је имало 1.334 становника, сљедећег националног састава:
| Попис 1991.‍   | Попис 1991.‍  | Попис 1991.‍ | Попис 1991.‍ | Попис 1991.‍ |
| ------------- | ------------ | ----------- | ----------- | ----------- |
|               |              |             |             |             |
| Срби          | Срби         |             | 1.298       | 97,30%      |
| Југословени   | Југословени  |             | 11          | 0,82%       |
| Хрвати        | Хрвати       |             | 5           | 0,37%       |
| Црногорци     | Црногорци    |             | 3           | 0,22%       |
| Македонци     | Македонци    |             | 1           | 0,07%       |
| Словенци      | Словенци     |             | 1           | 0,07%       |
| неопредељени  | неопредељени |             | 7           | 0,52%       |
| непознато     | непознато    |             | 8           | 0,59%       |
| укупно: 1.334 |              |             |             |             |

## Презимена
| - Новковић — Православци - Баровница — Православци - Бјелић — Православци - Видовић — Православци - Врањковић — Православци - Вржина — Православци - Даничић — Православци - Дедеић — Православци - Драгаш — Православци - Дроњак — Православци - Ђурица — Православци - Живковић — Православци - Јејина — Православци - Клицов — Православци - Кнежевић — Православци - Коврлија — Православци, славе Св. Василија - Крнета — Православци - Курајица — Православци | - Кошчица — Православци - Курбалија — Православци - Куруц — Православци - Лакић — Православци - Лежајић — Православци - Лошић — Православци - Матас — Православци - Матијаш — Православци - Миздрак — Православци - Опачић — Православци - Пријић — Православци - Радић — Православци - Радош — Православци - Триван — Православци - Тутуш — Православци - Церовац — Православци - Шево — Православци - Ширко — Православци |

## Познате личности
- Драгутин Кнежевић Круница, српски књижевник и политичар.